# Train of Consequences
«Train of Consequences» (en español: «Tren de las consecuencias») es una canción del grupo musical estadounidense Megadeth. Es el primer sencillo del álbum de estudio titulado Youthanasia de 1994.

## Significado
La canción trata de la adicción al juego y las apuestas. Según dice la letra de la canción, el adicto no se puede recuperar y una persona así es un problema constante (como dice la letra: my name is 'trouble'= Mi nombre es 'problemas').

## Video musical
El video musical trata de un hombre que va en un tren y que de repente ve por la ventana a una señora colgando bebés (como en la portada del álbum) luego se va a jugar a las cartas con unos hombres y hace trampa, entonces el tren se sacude y el hombre sale saltando.

## Datos de interés
1. En Mainstream Rock Tracks llegó hasta el lugar 29 y en UK Singles Chart llegó hasta el lugar 22.
2. Fue escrita solo por Dave Mustaine.
3. El riff principal, el cual consiste en rasguear las cuerdas muteadas, hace referencia al sonido que hace un tren al andar en las vías.